# 相馬郡 (福島縣)
相馬郡（日语：／ Sōma gun */?）是福島縣的一郡。人口41,540人、面積476.49 km²（2003年）。設立于明治29年（1896年），由宇多郡與行方郡合併成立。
現轄有以下1町1村。
- 新地町
- 飯館村